# Lemmy (ソーシャルネットワーク)
Lemmy（レミー）とは、セルフホスティング型のソーシャルニュースフィードリーダーとインターネットコミュニティを実行するための自由かつオープンソースのソフトウェアである。「インスタンス」としれ知られているこれらのホストは、ActivityPubプロトコルを使用して相互に通信する。

## 歴史
Lemmyは2019年2月にGitHubユーザーのDessalinesによって作成され、GNU Affero General Public Licenseで公開された。
2020年の投稿でLemmyの共同開発者のDessalinesはLemmyという名前の由来について、「このプロジェクトには長い間名前が無かったのですが、fediverseの伝統に従って私はプロジェクトに動物の名前を付けたいと思っていました。私は昔ながらのゲームのレミングスをプレイしていましたが、その週にモーターヘッドのレミーが亡くなり、私たちは名前を決める投票を何度か行い、プロジェクトの名前を決めました。」と述べている。
Fediverseの統計ウェブサイトのthe-federation.infoによると、2023年6月以前にはLemmyのインスタンスは100未満だったが、2023年7月27日現在では1,521に増加し、合計66,000人の月間アクティブユーザーがいた。最も人気なインスタンスはlemmy.worldとlemmy.mlで、2023年7月27日現在ではそれぞれ27,000人と4,000人の月間アクティブユーザーがいた。

## 説明
Lemmyは相互に接続された個々にインストールされたLemmyソフトウェアのネットワークで構成されている。これは他のソーシャルメディアプラットフォームの中央集権化された一枚岩の構造とは異なる。これはRedditの分散型の代替として説明される。
個々のインスタンスのユーザーはリンク、テキスト、画像を含む投稿をユーザーが作成した「コミュニティ」と呼ばれる議論フォーラムに投稿する。議論はスレッド形式のコメントで行われる。投稿とコメントには賛否を投票できるが、反対票の投票機能は各インスタンスの管理者によって無効化できる。
コミュニティは各インスタンスに固有だが、ユーザーは別のインスタンスのコミュニティの購読、それらへの投稿やコメントができる。モデレーションは各インスタンスの管理者と特定のコミュニティのモデレーターによって行われる。
コミュニティの名前はlemmy.ml/c/simplelivingのようにc/で始まるURLで表され、!community@instanceという形式で言及できる。
各インスタンスのフロントページには複数のコミュニティからの人気の投稿をユーザーに表示する。これらの投稿はユーザーが参加しているインスタンスからの投稿、全ての連合しているインスタンスからの投稿など、発信元に応じてフィルタリングできる。また、ユーザーが購読しているコミュニティからの投稿のみを表示するようにすることもできる。
Lemmyインスタンスは通常寄付によって維持されている。

## 他のソーシャルネットワークとの関係
ActivityPubはLemmyインスタンスを分散型ソーシャル・ネットワークとして動作させるために使用されるプロトコルである。これにより、ユーザーはKbinやマストドンなどの互換性のあるプラットフォームと交流できる。
2023年6月、サードパーティのRedditクライアントの使用を減らすためのReddit APIサービスの変更が発表された後、コミュニティメンバーはLemmyや他のRedditの競合への移行について議論した。Redditはr/LemmyMigrationサブレディット全体と共にLemmyへの移行を推奨したユーザーを追放し、Hacker Newsなどのサイトで注目を集めた後、ストライサンド効果をもたらした。追放は翌日に取り消された。

## サードパーティのソフトウェア
RedditのAPIの価格変更によりシャットダウンされていた有名なサードパーティのRedditクライアントのSyncとBoostはLemmyクライアントの開発を開始し、後にSync for LemmyとBoost for Lemmyとして再リリースされた。Reddit APIサービスの変更後のユーザーの増加によって、他の複数のアプリとブラウザクライアントが開発された。